# Splash and Bubbles
«Splash and Bubbles» — це американський комп'ютерно-аннімаційний телесеріал, створений Herschend Studios, The Jim Henson Company.

## Історія створення
Splash and Bubbles слідує за жовтогарячим сповіщувачем (хоча часом і він, і оповідач стверджують, що він жеребець), Сплеш, який оселяється в Рейфтауні після огляду всього океану. Потім він знайомиться з Пузирками, мандариновим драконетом, і дует разом з друзями Данком і Ріпплом досліджують риф, щоб ризикувати і заводити нових друзів.